# Ehrhardt E-V/4
Samochód pancerny Ehrhardt E-V/4 – niemiecki ciężki samochód pancerny z okresu I wojny światowej.

## Historia
W 1915 roku dowództwo armii niemieckiej zamówiły w firmach trzy prototypy samochodów pancernych, jedną z tych firm była wytwórnia samochodów Heinrich Ehrhardt Automobilewerke AG w Zella-Mehlis, w której opracowano samochód pancerny na podwoziu samochodu ciężarowego typu E-V/4 i opancerzony płytami walcowanymi z firmy Friedrich Krupp AG.
W 1916 roku prototyp tego samochodu włączono w skład doświadczalnego oddziału samochodów pancernych, w którego składzie wziął udział w walkach na terenie Rumunii.
W 1917 roku zamówiono 12 samochodów tego typu, które oznaczono jako Ehrhardt M 1917. Samochody seryjne różniły się od prototypu m.in. miały ruchomą wieżę, ulepszone opancerzenie, a także były wyposażone w radiostację. Samochody te znalazły się w utworzonych specjalnie sześciu plutonach samochodów pancernych, w każdym z nich znalazły się ta samochody pancerne. Plutony włączono do walki, w których uczestniczyły do momentu zakończenia I wojny światowej.
Jeszcze w 1917 roku zamówiono kolejną serię samochodów w ilości 20 sztuk, których budowę zakończono dopiero w 1919 roku, już po zakończeniu I wojny światowej. Samochody te oznaczono jako Erhardt M 1919 i różniły się od samochodów M 1917 gorszej jakości opancerzeniem.
Samochody pancerne Erhardt E-V/4 znalazły się na wyposażeniu armii niemieckiej w składzie specjalnie utworzonych plutonów samochodów pancernych. Brały udział w działaniach wojennych armii niemieckiej w Europie. Po wybuchu powstania wielkopolskiego użyto ich w walkach przeciwko powstańcom.

## Samochód pancerny „Pułkownik Grudzielski”
7 lutego 1919 roku jeden z samochodów M 1917 został zdobyty przez żołnierzy 1. kompanii rogozińskiej (późniejszej 5. kompanii 58 pułku piechoty) na szosie Chodzież – Oborniki, na północ od Budzynia. Załoga samochodu została zmuszona do poddania się dzięki postawie starszego żołnierza Leona Napiecka, który za ten czyn został później odznaczony Orderem Virtuti Militari.
Następnie samochód został skierowany do Poznania, gdzie 21 lutego rozkazem dziennym nr 48 dowódcy Armii Wielkopolskiej otrzymał nazwę „Pułkownik Grudzielski”. W dniach 19-20 marca wziął on udział w walkach pod Zamościem przeciwko oddziałom niemieckim wspartymi przez pociąg pancerny.

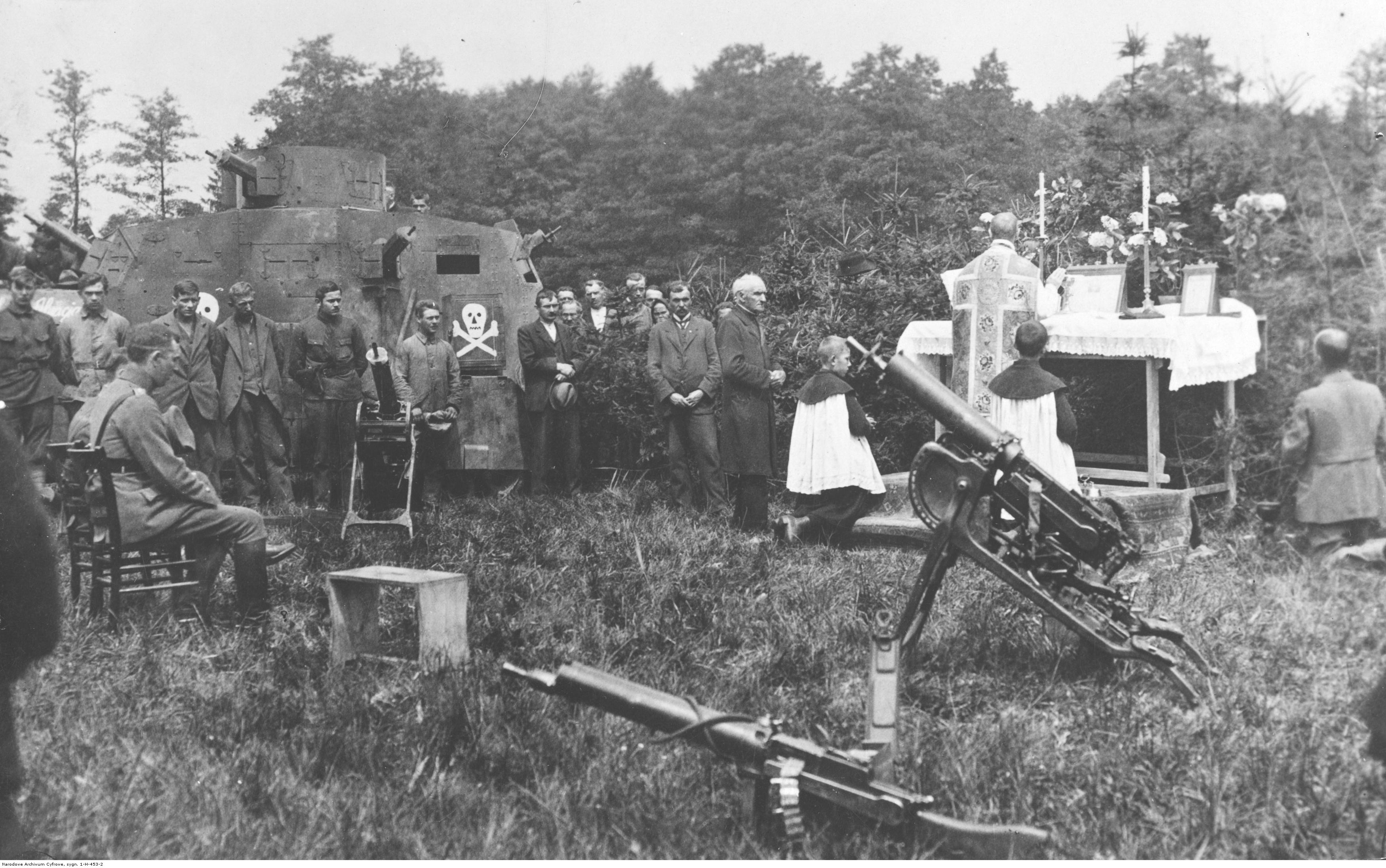
Powstańcy śląscy uczestniczą we mszy polowej. Widoczne ciężkie karabiny maszynowe MG08 na podstawie saneczkowej i lekki karabin maszynowy MG 08/15. W tle samochód pancerny Ehrhardt M1917 noszący nazwę „Górny Śląsk-Alzacja”.

W czasie III powstania śląskiego samochód został skierowany na Śląsk, a jego dowódcą został ochotnik z Alzacji podchor. A. Forrestier. Otrzymał wtedy nową nazwę Górny Śląsk-Alzacja i włączony w skład II dywizjonu samochodów pancernych Karola Walerusa. W składzie tego dywizjonu brał udział w walkach w rejonie Kędzierzyna w dniach 5-7 maja 1921 roku oraz w dniu 21 maja pod Żyrową.
Po zakończeniu III powstania śląskiego samochód wrócił do Poznania, gdzie włączono go w skład 2 dywizjonu samochodów pancernych. W listopadzie 1925 roku skierowano go do Warszawy, gdzie wszedł w skład 2 szwadronu samochodów pancernych. W 1928 roku został skreślony ze stanu szwadronu i prawdopodobnie przekazany na złom.